# Roeland Van Walleghem
 (juin 2018).
Si vous disposez d'ouvrages ou d'articles de référence ou si vous connaissez des sites web de qualité traitant du thème abordé ici, merci de compléter l'article en donnant les références utiles à sa vérifiabilité et en les liant à la section « Notes et références ».
Roeland Van Walleghem, né à Ostende, le 8 octobre 1949 est un homme politique belge flamand, ancien membre de la Volksunie et du Vlaams Blok.
Il fut membre du Vlaamse Militanten Orde dans les années 1970. Il fut impliqué dans l'attaque de Jacques Georgin, militant FDF, lors d'une campagne de collage d'affiches électorales. Ce dernier succomba à une crise cardiaque.

## Carrière politique
- 1991-1995 : sénateur élu direct 
  - membre du conseil flamand (1992-1995)
- 1994-1999 : député au Parlement bruxellois
  - député flamand élu de Bruxelles (1995-1999)